# 生駒聖書学院
生駒聖書学院（いこませいしょがくいん、英語: Ikoma Bible College、略称：IBC）は、奈良県生駒市俵口町にあるプロテスタント聖霊派の神学校。日本ペンテコステ教団の教職養成のため、1929年にレオナード・クートにより設立された。
太平洋戦争中は宣教師の帰国により閉鎖されたが、1950年クートが再来日して、日本ペンテコステ教団の再建と共に、再開された。聖書信仰を標榜している、牧師伝道者の育成を目標とする。モットーは「不可能は挑戦となる」である。本科は3年間、通信制は2年間である。聴講生もいる。現在の院長は榮義嗣である。

## 主な卒業生
- 金沢泰裕 - 後に神戸改革派神学校を卒業し、現在イエス教日本世界宣教会大阪弟子教会牧師、生駒聖書学院教師を務める。
- 中島省吾(あたるしましょうご中島省吾) - 詩人(通信制)